# Kirsten Kasper
Kirsten Kasper (* 31. August 1991 in Ottawa, Ontario) ist eine US-amerikanische Triathletin und Olympiateilnehmerin (2024).

## Werdegang
Bevor sie 2014 zum Triathlon kam, war Kirsten Kasper fünf Jahre lang im Geländelauf (Cross Country) aktiv. Im Juli 2016 wurde sie in Hamburg mit dem US-amerikanischen Team Weltmeisterin auf der Triathlon-Sprintdistanz.
Im Mai 2017 holte sie sich mit dem dritten Rang in Yokohama ihre erste Medaille in einem ITU-Weltmeisterschaftsrennen auf der Triathlon-Kurzdistanz (1,5 km Schwimmen, 40 km Radfahren und 10 km Laufen) und die damals 26-Jährige belegte in der Jahreswertung der WM-Rennserie den vierten Rang.
Die Weltmeisterschaftsrennserie 2018 beendete Kirsten Kasper nach dem letzten Rennen im September als zweitbeste US-Amerikanerin wie im Vorjahr auf dem vierten Rang.

In den mehrtägigen Rennen der Super League Triathlon belegte sie 2018 dreimal den dritten Rang – im September auf Jersey, im Oktober auf Malta und im November auf Mallorca.
Bei den Olympischen Sommerspielen 2024 belegte die 32-Jährige im August in Paris den 49. Rang.
Kirsten Kasper lebt in Scottsdale (Arizona).

## Sportliche Erfolge
| Datum/Jahr    | Rang | Wettbewerb                                   | Austragungsort | Zeit     | Bemerkung                                                                     |
| ------------- | ---- | -------------------------------------------- | -------------- | -------- | ----------------------------------------------------------------------------- |
| 31. Juli 2024 | 49   | Olympische Sommerspiele 2024                 | Paris          | 02:06:38 |                                                                               |
| 11. Mai 2024  | 5    | ITU World Championship Series 2024           | Yokohama       | 01:53:34 |                                                                               |
| 13. Mai 2023  | 8    | ITU World Championship Series 2023           | Yokohama       | 01:55:03 |                                                                               |
| 14. Mai 2022  | 9    | ITU World Championship Series 2022           | Yokohama       | 01:55:18 |                                                                               |
| 12. Juni 2021 | 2    | ITU Triathlon World Cup                      | Huatulco       | 01:00:36 |                                                                               |
| 4. Nov. 2018  | 3    | Super League Mallorca                        | Manacor        |          | Erstaustragung auf Mallorca                                                   |
| 28. Okt. 2018 | 3    | Super League Malta                           | Malta          |          |                                                                               |
| 30. Sep. 2018 | 3    | Super League Jersey                          | Jersey         |          |                                                                               |
| 16. Juli 2017 | 2    | ITU Sprint Triathlon World Championship Team | Hamburg        | 00:21:14 | Vize-Weltmeisterin im Team mit Matthew Mcelroy, Katie Zaferes und Ben Kanute  |
| 13. Mai 2017  | 3    | ITU World Championship Series 2017           | Yokohama       | 01:58:17 | hinter Flora Duffy und Katie Zaferes                                          |
| 17. Juli 2016 | 1    | ITU Sprint Triathlon World Championship Team | Hamburg        | 00:21:41 | Weltmeisterin im Team – zusammen mit Gwen Jorgensen, Ben Kanute und Joe Maloy |

(DNF – Did Not Finish)